# Крузенштерн, Алексей Фёдорович
Алексей Фёдорович Крузенште́рн (нем. Peter Magnus Alexis von Krusenstiern) (1813—1887) — статс-секретарь, тайный советник.

## Биография
Родился в Ревеле 15 (27) февраля 1813 года в семье эстляндского ландрата Фридриха Крузенштерна (1782—1857).
Учился в школе гвардейских подпрапорщиков и кавалерийских юнкеров в Санкт-Петербурге. До 1837 года служил в лейб-гвардии Семёновском полку; затем перешёл на гражданскую службу.
С 1839 года служил на Кавказе. В 1849 году был произведён в статские советники; с 1850 года — вице-директор канцелярии наместника кавказского; в 1855 году — управляющий походной канцелярией наместника; с 1856 года — директор канцелярии наместника. С 13 декабря 1854 года имел чин действительного статского советника.
В 1858 году был назначен исполняющим должность начальника гражданского управления Закавказья. С этого же года — статс-секретарь.
Был произведён в тайные советники 23 апреля 1861 года.
Умер в Мюнхене 26 апреля 1887 года[по какому календарю?].
Был награждён орденами: Св. Станислава (до 1-й ст. в 1857) Св. Анны (до 1-й ст. в 1859), Св. Владимира (до 2-й ст. в 1861), орденом Белого орла (в 1863);персидским орденом Льва и Солнца 1-й ст. (1856). Имел земельные владения в Ставропольской губернии.